# Belle-de-jour (plante)
Pour les articles homonymes, voir Belle de jour.

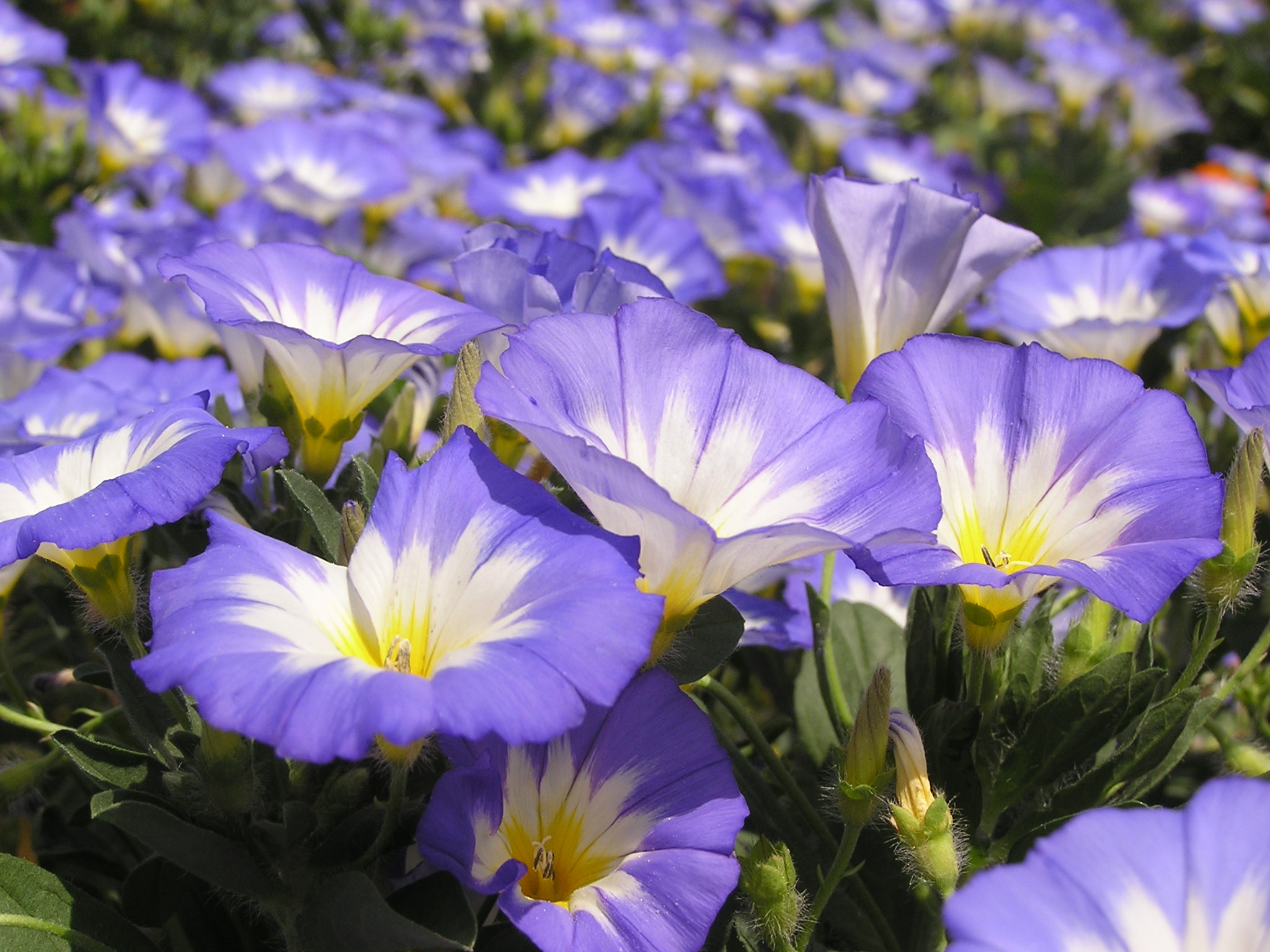
Belle-de-jour, Convolvulus tricolor.

Belle-de-jour est le nom vernaculaire de plantes de la famille des Convolvulacées, dont les fleurs ne s’ouvrent que pendant le jour.
Les belles-de-jour appartiennent aux genres Convolvulus et Ipomoea.
En France, belle-de-jour désigne plus particulièrement le Convolvulus tricolor, dans la langue commune des jardiniers.